# Giovanni David

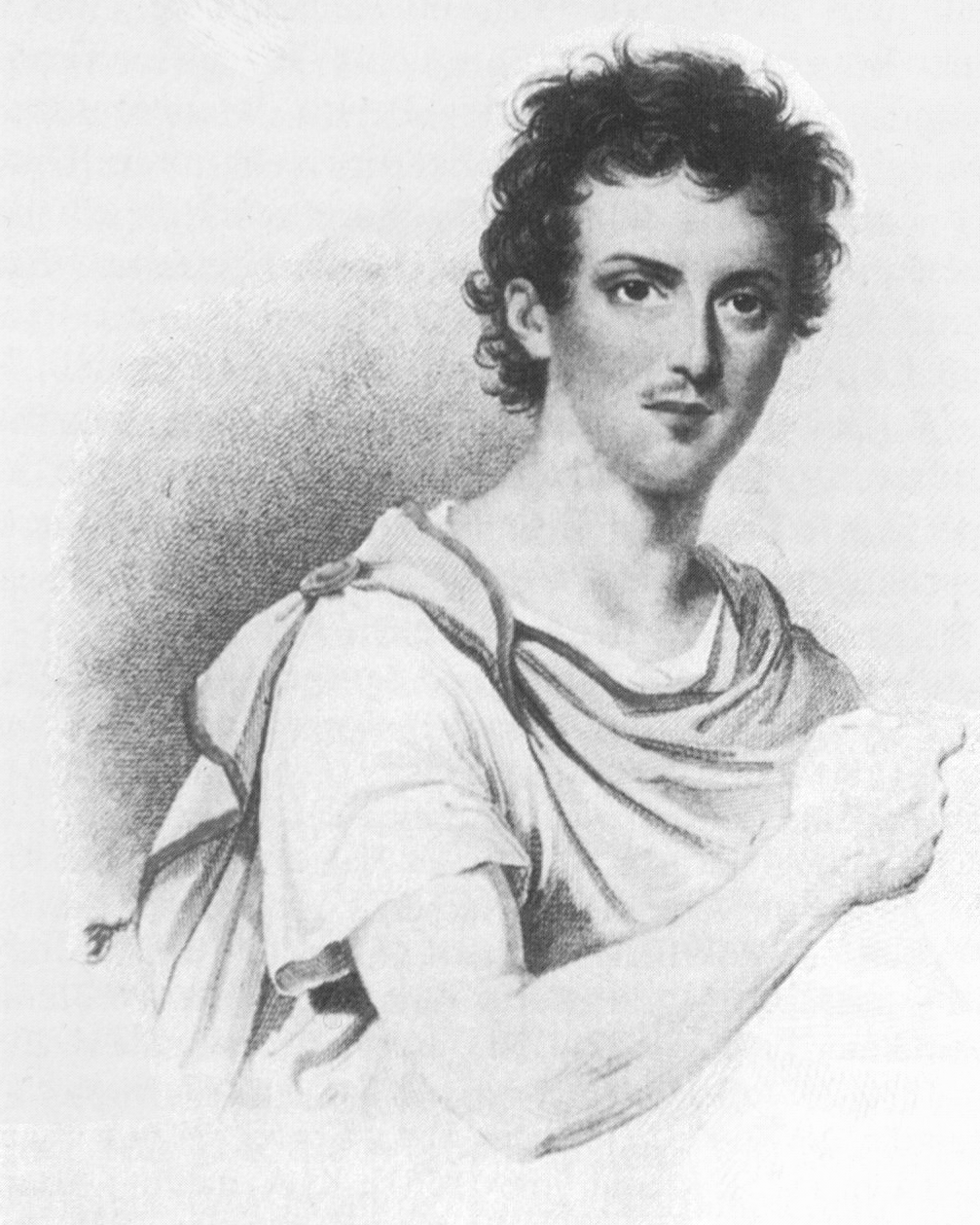
Giovanni David als Ilo in Rossinis Oper Zelmira. Stich von Leopold Beyer, Kärntnertortheater Wien 1822

Giovanni David, auch Giovanni Davide (15. Oktober 1790 in Neapel – 1868 in Sankt Petersburg) war ein italienischer Opernsänger (Tenor), der besonders für seine Rollen in Opern von Gioachino Rossini bekannt war.

## Leben
Giovanni war der Sohn des ebenfalls berühmten Tenors Giacomo David und der Sopranistin Paola Borelli. Sein Vater war auch sein erster Lehrer, und Giovanni gab sein Debüt an der Seite Giacomos 1808 in Siena in Johann Simon Mayrs Adelaide de Guesclino.
Nach verschiedenen Engagements in Padua, Brescia, Neapel und Turin, wirkte er 1814 an der Mailänder Scala, wo Rossini zum ersten Mal eine Rolle für ihn schrieb: Don Narciso in Il turco in Italia (UA am 14. August 1814).
Ab 1816 wirkte Giovanni David in Neapel, in den von Domenico Barbaja geleiteten königlichen Theatern, wo er zu einem Ensemble gehörte, das einige der größten Sänger aller Zeiten vereinte: Die Primadonna Isabella Colbran, bedeutende Tenöre von baritonalerem Typus, wie Andrea Nozzari und Manuel García, und zeitweise auch die berühmte Altistin Rosmunda Pisaroni. Bis 1822 komponierte Rossini für David mehrere bedeutende und hochvirtuose Partien, zuerst 1816 die Rolle des Rodrigo in Otello, sowie den Peleo in der „azione coro-drammatica“ Le nozze di Teti e di Peleo; später folgten Ricciardo in Ricciardo e Zoraide (1818), Oreste in Ermione (1819), Uberto (Giacomo IV. von Schottland) in La donna del lago (1819) und Ilo in Zelmira (1822).:170 All diese Rollen sang Giovanni David normalerweise auch an verschiedenen anderen Theatern, insbesondere am Teatro Argentina in Rom, und er brillierte daneben auch in anderen Partien von Rossini, die ursprünglich für andere Sänger geschrieben waren, wie Argirio in Tancredi (zuerst 1814/1815 in Turin), Leicester in Elisabetta regina d’Inghilterra (zuerst 1816 in Neapel), Giannetto in La gazza ladra (1819, Neapel), Osiride in Mosè in Egitto (zuerst 1825 in Wien), und Neocle in L’assedio di Corinto (1828 in Genua).
Am San Carlo sang David außerdem in zahlreichen anderen Opern von Komponisten wie Mayr, Manfroce, dem jungen Mercadante u. a., und in Carafas Gabriella di Vergy (1816).
David ging 1822 zusammen mit Rossini nach Wien, wo er im Kärntnertortheater u. a. in Matilde di Shabran neben Ester Mombelli und Fanny Eckerlin auftrat und auch hier zum Erfolg des Komponisten beitrug.

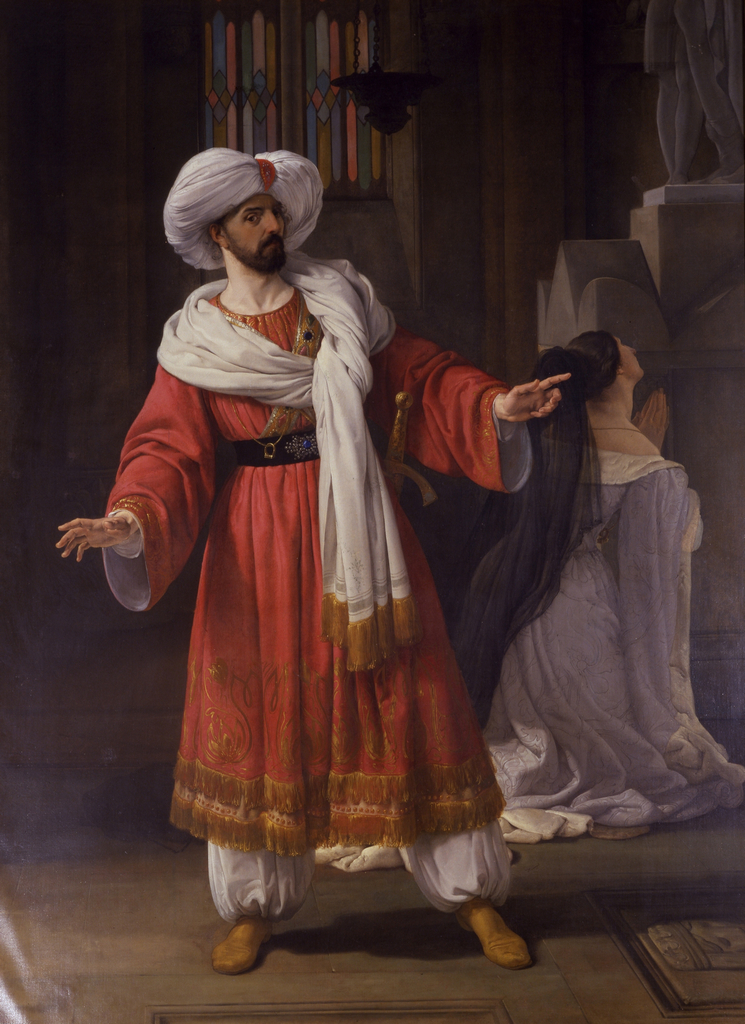
Giovanni David als Agobar in Pacinis Gl’ Arabi nelle Gallie, 1830. Porträt von Francesco Hayez, Accademia di Belle Arti di Brera

Zurück in Italien trat Giovanni David in den Jahren 1826 bis 1828 wieder am San Carlo in Neapel und an der Mailänder Scala auf. An diesen Häusern kreierte er unter anderem für Giovanni Pacini die Rolle des Appio Diomede in L’ultimo giorno di Pompei (UA am 19. November 1825), neben Adelaide Tosi, Luigi Lablache und Michele Benedetti. Die Rolle des Agobar in Pacinis Gli arabi nelle Gallie (UA am 8. März 1827, Mailand) gehörte zu seinen großen Erfolgen, er sang sie noch im gleichen Jahr in Neapel, 1828 in Rom, und ab 1830 in Ancona, Triest, Bergamo, Genua und zuletzt 1835 in Modena, und wurde sogar von Francesco Hayez als Agobar gemalt (Porträt in der Pinacoteca di Brera, Mailand; siehe nebenan).
David sang außerdem den ersten Fernando in der revidierten Version von Bellinis Bianca e Fernando (Genua 1828) und trat auch als Gualtiero in Bellinis Il pirata (1829, Rom) und als Elvino in La sonnambula auf (1834, Cremona); 1829 kreierte er für Donizetti den Leicester in Il castello di Kenilworth (Neapel); der Komponist schrieb nach der Premiere an seinen alten Lehrer Mayr „…David konnte nicht mehr“ („David non ne poteva più“) – ob er damit nur einen momentanen Erschöpfungszustand oder Zusammenbruch, oder einen grundsätzlichen und allgemeinen kritischen Zustand von Davids Stimme meinte, ist anscheinend nicht ganz klar.
1830 sang David im Teatro della Pergola in Florenz und am Teatro delle Muse in Ancona in Pacinis Gli Arabi nelle Gallie und in Rossinis Otello mit überwältigendem Erfolg. Zu seinen Ehren ließ man eine Montgolfière in die Luft, und im Atrium des Theaters wurde eine Büste aufgestellt mit einer Widmung seiner Bewunderer, in der man seine Bravour und seine Fähigkeit die Herzen zu bewegen lobte. Am Ende geleiteten ihn 24 Chormitglieder, die noch im Theaterkostüm waren, in einem Fackelzug in seine Herberge, wo David von seinem Fenster aus das Publikum grüßte.
Im Jahr 1831 ging der Sänger auf Tournée nach Paris und London, wo er nicht nur positive Kritiken erhielt. Zur Saison 1832–1833 war er wieder zurück in Italien, wo er in Neapel, Genua und Florenz auftrat, u. a. in Donizettis Anna Bolena.
Nach Auftritten in Rom wurde David von G. G. Belli in vier Sonetten zwischen 1830 und 1834 auf gehässige Weise und anscheinend aus einer persönlichen Abneigung heraus attackiert; Belli bezog sich dabei anscheinend auch auf Spuren von Abnutzung oder Überanstrengung von Davids Stimme (M. Rinaldi).
Bis 1840 sang David weiterhin auf italienischen Opernbühnen, vor allem in seinen alten Erfolgsrollen von Rossini oder in Pacinis Gli arabi nelle Gallie, aber auch in Opern wie Bellinis La sonnambula. In Opern von Donizetti wie Parisina oder Belisario hatte er offenbar weniger Erfolg, vermutlich weil der Komponist selber und der mittlerweile romantische Zeitgeschmack immer mehr zu einer anderen, kräftigeren, dramatischen, „männlicheren“ und schlichteren Gesangsweise tendierten (canto spianato), für die Davids Stimme und seine persönlichen Vorlieben für filigrane und virtuose Ornamentik nicht gemacht waren.
Giovanni David zog sich 1840 nach einem „Fiasco“ in Mercadantes Il giuramento von der Bühne zurück, und eröffnete zunächst eine Gesangsschule in Neapel, mit der er jedoch laut Fétis wenig Erfolg gehabt haben soll. Daraufhin versuchte er sein Glück in Wien, wo er aber ebenfalls keinen Erfolg als Gesangslehrer hatte (laut Donizetti). Daher ging er 1844 zusammen mit seiner Tochter Giuseppina, die ebenfalls Sängerin war, nach Sankt Petersburg und wurde dort Manager der italienischen Opern-Compagnie. Dort starb der einst gefeierte Sänger 1864 oder 1868.

## Stimme und Bedeutung

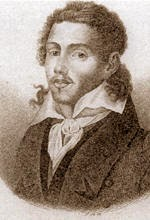
Giovanni David

Giovanni David war ein hoher tenorino oder tenore di grazia mit einer extrem beweglichen und umfangreichen Stimme.:169–171 Dank der damals gebräuchlichen stimmtechnischen Gepflogenheit, die Höhen leicht und mithilfe des Falsettregisters zu nehmen,:171 erreichte er hohe Noten wie das f’’ und in improvisierten Passagen in Aufführungen möglicherweise sogar das g’’ und a’’ :334 (beinahe wie ein Countertenor, aber mit einer anderen Gewichtung der Stimmlage, und einem anderen, tenoralen Timbre).
Seine Fähigkeit und Sicherheit, schnellste und schwierigste Koloraturpassagen zu singen und zum Teil akrobatische Fiorituren zu improvisieren, waren hochberühmt;:189 aber er war auch fähig, Liebhaberrollen in einem lyrisch-weichen, schwärmerischen Stil zu singen, und „die Herzen zu bewegen“. Ab Ende der 1820er Jahre, als der Zenit der Beliebtheit von Rossinis Musik langsam überschritten war, und die italienische Oper sich immer mehr in die romantische Richtung begab, durch den Einfluss Bellinis und besonders Donizettis, der einen dramatischeren und „maskulineren“ Stil bevorzugte, wurde David allerdings auch zunehmend für seinen „exzessiven Virtuosismus“ kritisiert. Im Vergleich mit seinem Zeitgenossen Andrea Nozzari sollen auch Davids schauspielerische Fähigkeiten begrenzter gewesen sein. Gegen Ende seiner Karriere in den 1830er Jahren machten sich auch Ermüdungserscheinungen an der Stimme bemerkbar, die er am Ende sogar verloren haben soll.
Giovanni David ist jedoch im Fach Tenor als einer der größten Virtuosen, die jemals gelebt und auf der Opernbühne gestanden haben, in die Musikgeschichte eingegangen. Die für ihn geschriebenen Partien vor allem von Rossini waren bereits wenige Jahrzehnte nach ihrem Entstehen und bis Ende des 20. Jahrhunderts überhaupt nicht zu besetzen,:188 da es bis zu den 1970er und 1980er Jahren keine Tenöre mehr gab, die eine so ungewöhnliche natürliche Anlage in Kombination mit einer derart technisch perfekten Agilität und Koloraturfähigkeit besaßen.

## Rollen
Es handelt sich im Folgenden nur um eine relativ kleine Auswahl von Rollen, die explizit für Giovanni David geschrieben wurden, und ausschließlich von bedeutenderen Komponisten. Der Sänger trat auch in unzähligen anderen Opern auf.
- Don Narciso in Il turco in Italia von Rossini (14. August 1814, Mailand)
- Raoul in Gabriella di Vergy von Carafa (3. Juli 1816, Neapel)
- Rodrigo in Otello von Rossini (4. Dezember 1816, Neapel)
- Mercurio in Il sogno di Partenope von Mayr (12. Januar 1817, Neapel)
- Mennone in Mennone e Zemira von Mayr (22. März 1817, Neapel)
- Tolomeo in Berenice in Siria von Carafa (29. Juli 1818, Neapel)
- Ricciardo in Ricciardo e Zoraide von Rossini (3. Dezember 1818, Neapel)
- Oreste in Ermione von Rossini (27. März 1819, Neapel)
- Mercurio in Ulisse nell’isola di Circe von Perrino (23. Juni 1819, Neapel)
- Ilo in L’apoteosi d’Ercole von Mercadante (19. August 1819, Neapel)
- Uberto/Giacomo V in La donna del lago von Rossini (24. Oktober 1819, Neapel)
- Ilo in Zelmira von Rossini (16. Februar 1822, Neapel)
- Die Titelrolle in Eufemio di Messina von Carafa (26. Dezember 1822, Rom)
- Costanzo in Costanzo ed Almeriska von Mercadante (22. November 1823, Neapel)
- Timante in Gl’italici e gl’indiani von Carafa (4. Oktober 1825, Neapel)
- Appio Diomede in L’ultimo giorno di Pompei von Pacini (19. November 1825, Neapel)
- Linceo in Ipermestra von Mercadante (29. Dezember 1825, Neapel)
- Agobar in Gli arabi nelle Gallie von Pacini (8. März 1827, Mailand)
- Fernando in Bianca e Fernando (2. Fassung) von Bellini (7. April 1828, Genua)
- Leicester in Elisabetta al castello di Kenilworth von Donizetti (6. Juli 1829, Neapel)
- Manfredi in Irene, o l’assedio di Messina von Pacini (30. November 1833, Neapel)